# توماس فان در پلائتسن
توماس فان در پلائتسن (هلندی: Thomas van der Plaetsen؛ زادهٔ ۲۴ دسامبر ۱۹۹۰) ورزشکار دو و میدانی در رشته دهگانه اهل بلژیک است.